# Ineke Dezentjé Hamming-Bluemink
Ineke Dezentjé Hamming-Bluemink (Amsterdam, 15 september 1954) is een Nederlands bestuurder en voormalig parlementslid. Van 2011 tot 2021 was zij voorzitter/directeur van werkgeversorganisatie FME-CWM. Voor de Volkspartij voor Vrijheid en Democratie (VVD) was zij van 3 juni 2003 tot 8 november 2011 lid van de Tweede Kamer. Aanvankelijk hield zij zich in het parlement voornamelijk bezig met financiën, economische zaken, verkeer en waterstaat, onderwijs en jeugdbeleid. In 2010 werd zij voor de VVD woordvoerder rond het AOW-beleid en pensioenen. Van 1 april 2014 tot 31 maart 2016 was ze werkgeverslid van de Sociaal-Economische Raad. Ze was tevens fractievoorzitter van de VVD in de gemeenteraad van de Zuid-Hollandse gemeente Cromstrijen.

## Tweede Kamer

### Elektronisch kinddossier
Ineke Dezentjé Hamming-Bluemink kwam in december 2008 in het nieuws omdat zij in de Tweede Kamer aan de minister van Jeugdzaken (André Rouvoet) vroeg wat hij ervan zou vinden als in zijn elektronisch kinddossier zou staan dat zijn schaamhaar "donker en krullend" is. Het is wereldwijd gebruikelijk dat artsen het schaamhaartype registreren om het puberteitsstadium te beoordelen.

### Hersenspoeling
Op 19 mei 2009 berichtte onder andere de NOS dat Dezentjé Hamming gezegd had dat "tienduizenden havo-leerlingen gehersenspoeld zijn met linkse praat" door een vraag in een havo-eindexamen Nederlands.

## Vertrek uit de Tweede Kamer
Op 26 augustus 2011 werd bekend dat Dezentjé Hamming-Bluemink de nieuwe voorzitter zou worden van werkgeversorganisatie FME-CWM. Ze vertrok om die reden uit het parlement. Bij FME-CWM was ze als voorzitter de opvolger van haar partijgenoot Jan Kamminga. Ze werd op 14 november 2011 benoemd. In 2015 werd zij voor vier jaar herbenoemd en in 2019 voor nog eens twee jaar. Halverwege 2021 trad ze als voorzitter terug.
Van 1 april 2014 tot 31 maart 2016 was Dezentjé Hamming-Bluemink werkgeverslid van de Sociaal-Economische Raad voor de VNO-NCW.
- Parlement.com: vge7dtpnwrzw